# Samira Lachhab
 (mars 2019).
Samira Lachhab, née le 25 août 1977,, est une actrice française d'origine marocaine.

## Biographie

### Jeunesse et formation
Le français est sa langue maternelle. Elle parle l'arabe et l'anglais.
Elle a déclaré au Parisien avoir été femme de ménage et hôtesse.

### Carrière
En 2004, à l'âge de 27 ans, elle fait ses débuts dans la série L'Abbaye du Revoir, réalisée par Jérôme Anger. En 2006, elle fait une apparition dans la série Djihad ! dans le rôle de Leila. En 2009, elle participe à deux séries sur Canal + : dans la saison 1 de Duel en ville et dans la série Braquo, épisodes 4, 5 et 6 de la 1re saison.
Elle a tourné dans Dernier Round en 2010, La Planque et L'Assaut en 2011.
Elle joue dans la série télévisée Léo Matteï, Brigade des mineurs, dans le rôle du lieutenant Clara Besson, coéquipière du commandant Léo Matteï, de 2013 à 2016, lors des saisons 1 à 4 sur TF1. À partir de 2013 (saisons 1 à 3), elle interprète le rôle du commissaire Yasmine Attia, dans la série Candice Renoir diffusée sur France 2.
En 2015, dans la série Une chance de trop de TF1, elle joue le rôle, secondaire, de Nadia, infirmière et amie du médecin Alice Lambert.
En 2017, TF1 lui propose le rôle de Leïla Beddiar pour le feuilleton télévisé Demain nous appartient.

## Filmographie

### Télévision
- 2004 : L'Abbaye du revoir de Jérôme Anger : Adila
- 2006 : Monsieur Molina de Thierry Binisti : Amina
- 2006 : Djihad ! de Félix Olivier : Leila
- 2007 : Valentine et Cie de Patrice Martineau : Naema
- 2007 : La Commune, série créée par Abdel Raouf Dafri : Zina Fikry
- 2008 : Les Enfants d'Orion de Philippe Venault : Gab
- 2008 : État de manque de Claude d'Anna : Safia
- 2008  - 2009 : Duel en ville, mini-série réalisée par Pascal Chaumeil : Valentine Robicheaux
- 2008 : Disparition, retour aux sources, mini-série créée par Nicolas Durand-Zouky : Souad Boukhrane
- 2009 : Le Cœur du sujet de Thierry Binisti : Kira Boufakir
- 2009 : Braquo, série créée par Olivier Marchal, saison 1 : Nina
- 2010 : Marion Mazzano, série créée par Édouard Bernadac : Malika
- 2011 : Frères de Virginie Sauveur : Nadia
- 2012 : Jeu de Dames, mini-série créée par Jean-Luc Azoulay : Amel Berraya
- 2012 : Des soucis et des hommes, mini-série créée par Sylvie Coquart-Morel et Cristina Arellano : Eva
- 2013 : Vive la colo !, série créée par Didier Le Pêcheur et Dominique Ladoge, saison 2 : Sofia
- 2013  - 2015 : Candice Renoir, série créée par Solen Roy-Pagenault, Robin Barataud et Brigitte Peskine, saisons 1 à 3 : Commissaire Yasmine Attia
- 2013  - 2016, 2024 : Léo Matteï, Brigade des mineurs, série créée par Michel Alexandre, Jean-Luc Reichmann et Nathalie Lecoutre : Lieutenant Clara Besson (saisons 1 à 4 et 11)
- 2014 : Origines, épisode À double tour, réalisé par Jérôme Navarro : Élodie Bataille
- 2014 : Détectives, épisode Saccage réalisé par Jean-Marc Rudnicki : Leïla Zineb
- 2014 : J'ai épousé un inconnu de Serge Meynard : Soraya Lakhdar
- 2015 : Une chance de trop, mini-série créée par Harlan Coben : Nadia Leroux
- 2017 - 2020 : Demain nous appartient, série créée par Frédéric Chansel, Laure de Colbert, Nicolas Durand-Zouky, Eline Le Fur et Fabienne Lesieur : Leïla Beddiar (épisodes 3 à 773)
- 2017 : Mongeville, épisode Meurtre à la une réalisé par Marwen Abdallah : Mariam El Bouhali
- 2018 : Maman a tort, mini-série réalisée par François Velle : Bourdaine
- 2020 : Balthazar saison 3, épisode 6 : Nadia El Mesri
- 2021 : Nina, saison 6, épisode 5, Crash, série créée par Alain Robillard et Thalia Rebinsky : Nadia Réby
- 2021 : La Faute à Rousseau (mini-série) d'Adeline Darraux et Octave Raspail : Stéphanie Garnier
- 2021 : Une si longue nuit, mini-série de Jérémy Minui : Yasmine Kacem
- 2021 : Meurtres à Figeac : Manon
- 2022 : Meurtres en Champagne : Sofia Guérini
- 2022 : Handigang de Stéphanie Pillonca : Betty
- 2022 : Après le silence de Jérôme Cornuau : Samia
- 2023 : Les Bracelets rouges d'Albert Espinosa Puig : Sofia
- 2025 : Un dimanche de chasse de Catherine Klein : Hélène Levasseur
- 2025 : Face à face, saison 3, épisode 4 Le jugement de Salomon, de Denis Thybaud : Mona

### Cinéma
- 2010 : L'Assaut de Julien Leclercq : Leila
- 2011 : La Planque d'Akim Isker : Commandant Lydie Timonet